# چگونه با مادرتان آشنا شدم (فصل ۵)
پخش فصل پنجم سریال چگونه با مادرتان آشنا شدم از ۲۱ سپتامبر ۲۰۰۹ آغاز شد و در ۲۴ مهٔ ۲۰۱۰ به پایان رسید. این فصل شامل ۲۴ قسمت ۲۲ دقیقه‌ای بود. این فصل، دوشنبه‌شب‌ها ساعت ۸ شب از شبکه سی‌بی‌اس در آمریکا پخش می‌شد.

## بازیگران

### شخصیت‌های اصلی
- جاش رادنر در نقش تد موزبی
- جیسون سیگل در نقش مارشال اریکسن
- کوبی اسمالدرز در نقش رابین شرباتسکی
- نیل پاتریک هریس در نقش بارنی استینسون
- آلیسون هانیگن در نقش لیلی آلدرین
- باب سگت در نقش تد آینده (فقط صدا)

### شخصیت‌های دوره‌ای و مهمان
- لیندزی فونسکا در نقش پنی دختر تد
- دیوید هنری در نقش لوک پسر تد
- مارشال منش در نقش رانجیت
- جو نیوز در نقش کارل
- چارلنه آمویا در نقش وندی
- کریستین رز در نقش ویرجینیا موزبی
- بن کولدیکه در نقش دان فرانک
- کریس الیوت در نقش میکی آلدرین
- جو منگنیلو در نقش برد موریس
- تیم گان در نقش خودش
- لیندسی اسلون در نقش جین
- ریچل بیلسون در نقش سیندی
- جوانا گارسيا در نقش مگی
- جنیفر لوپز در نقش آنیتا
- استیسی کیبلر در نقش کارینا
- آلن تیک در نقش خودش
- آماندا پیت در نقش جنکینز
- لورا پرپون در نقش کارن
- کری آندروود در نقش تیفانی
- مالین اکرمان در نقش استلا
- کریس کاتان در نقش جد موزلی

## قسمت‌ها
| شم. کلی | شم. در فصل | عنوان                        | کارگردان        | نویسنده                 | تاریخ انتشار اصلی | کد تولید | US تعداد بیننده (میلیون) |
| ------- | ---------- | ---------------------------- | --------------- | ----------------------- | ----------------- | -------- | ------------------------ |
| ۸۹      | ۱          | «تعاریف»                     | پاملا فرایمن    | کارتر بیز و کریگ توماس  | ۲۱ سپتامبر ۲۰۰۹   | 5ALH01   | 9.09                     |
| ۹۰      | ۲          | «قرار دوباره»                | پاملا فرایمن    | مت کوهن                 | ۲۸ سپتامبر ۲۰۰۹   | 5ALH02   | 8.71                     |
| ۹۱      | ۳          | «رابین ۱۰۱»                  | پاملا فرایمن    | کارتر بیز و کریگ توماس  | ۵ اکتبر ۲۰۰۹      | 5ALH03   | 8.08                     |
| ۹۲      | ۴          | «مسافرخانه‌دار بی جنسیت»      | پاملا فرایمن    | کورتنی کنگ              | ۱۲ اکتبر ۲۰۰۹     | 5ALH04   | 8.56                     |
| ۹۳      | ۵          | «دوئل شهروندی»               | پاملا فرایمن    | چاک تتهام               | ۱۹ اکتبر ۲۰۰۹     | 5ALH05   | 8.07                     |
| ۹۴      | ۶          | «کوله‌ها»                     | پاملا فرایمن    | رابیا رشید              | ۲ نوامبر ۲۰۰۹     | 5ALH06   | 8.82                     |
| ۹۵      | ۷          | «وصله خشن»                   | پاملا فرایمن    | کریس هریس               | ۹ نوامبر ۲۰۰۹     | 5ALH07   | 8.67                     |
| ۹۶      | ۸          | «کتاب بازی»                  | پاملا فرایمن    | کارتر بیز و کریگ توماس  | ۱۶ نوامبر ۲۰۰۹    | 5ALH08   | 8.16                     |
| ۹۷      | ۹          | «سیلی زدن ۲: انتقام سیلی»    | پاملا فرایمن    | جیمی رونهایمر           | ۲۳ نوامبر ۲۰۰۹    | 5ALH09   | 8.75                     |
| ۹۸      | ۱۰         | «پنجره»                      | پاملا فرایمن    | جو کلی                  | ۷ دسامبر ۲۰۰۹     | 5ALH11   | 8.79                     |
| ۹۹      | ۱۱         | «آخرین سیگار همیشه»          | پاملا فرایمن    | ترزا مولیگان روزنتال    | ۱۴ دسامبر ۲۰۰۹    | 5ALH10   | 9.65                     |
| ۱۰۰     | ۱۲         | «دختران در مقابل کت و شلوار» | پاملا فرایمن    | کارتر بیز و کریگ توماس  | ۱۱ ژانویه ۲۰۱۰    | 5ALH12   | 9.78                     |
| ۱۰۱     | ۱۳         | «جنکینز»                     | نیل پاتریک هریس | گرگ مالینز              | ۱۸ ژانویه ۲۰۱۰    | 5ALH13   | 10.41                    |
| ۱۰۲     | ۱۴         | «هفته عالی»                  | پاملا فرایمن    | کریگ جرارد و متیو زینمن | ۱ فوریه ۲۰۱۰      | 5ALH14   | 9.28                     |
| ۱۰۳     | ۱۵         | «خرگوش یا اردک»              | پاملا فرایمن    | کارتر بیز و کریگ توماس  | ۸ فوریه ۲۰۱۰      | 5ALH15   | 10.00                    |
| ۱۰۴     | ۱۶         | «قلاب»                       | پاملا فرایمن    | کورتنی کنگ              | ۱ مارس ۲۰۱۰       | 5ALH16   | 10.37                    |
| ۱۰۵     | ۱۷         | «البته»                      | پاملا فرایمن    | مت کوهن                 | ۸ مارس ۲۰۱۰       | 5ALH18   | 10.06                    |
| ۱۰۶     | ۱۸         | «بگو پنیر»                   | پاملا فرایمن    | رابیا رشید              | ۲۲ مارس ۲۰۱۰      | 5ALH17   | 8.37                     |
| ۱۰۷     | ۱۹         | «باغ وحش یا دروغ»            | پاملا فرایمن    | استیون لوید             | ۱۲ آوریل ۲۰۱۰     | 5ALH22   | 6.80                     |
| ۱۰۸     | ۲۰         | «خانه ویران»                 | پاملا فرایمن    | کریس هریس               | ۱۹ آوریل ۲۰۱۰     | 5ALH20   | 7.71                     |
| ۱۰۹     | ۲۱         | «تخت دو نفر»                 | پاملا فرایمن    | ترزا مولیگان روزنتال    | ۳ مه ۲۰۱۰         | 5ALH19   | 7.70                     |
| ۱۱۰     | ۲۲         | «ربات‌ها در مقابل کشتی گیران» | راب گرینبرگ     | جیمی رونهایمر           | ۱۰ مه ۲۰۱۰        | 5ALH21   | 8.10                     |
| ۱۱۱     | ۲۳         | «عروس عروسی»                 | پاملا فرایمن    | استیون لوید             | ۱۷ مه ۲۰۱۰        | 5ALH24   | 7.63                     |
| ۱۱۲     | ۲۴         | «دوپلگانگرها»                | پاملا فرایمن    | کارتر بیز و کریگ توماس  | ۲۴ مه ۲۰۱۰        | 5ALH23   | 8.06                     |

## بازخورد
نظرات فصل پنجم چگونه با مادرتان آشنا شدم متفاوت بود. سیندی مک‌لنان، از تلویزیون بدون ترحم، نقدی منفی به این فصل داد و در پایان فصل نوشت: «من مشکلی ندارم که هر فصلی اساساً روی ملاقات مادر تمرکز نداشته باشد، اما در این فصل، به نظر می‌رسید که شخصیت‌ها پسرفت کرده‌اند. به خصوص بارنی و تد. معمولاً وقتی یک فصل به پایان می رسد، باید با یک یا دو هفته ناامیدی کنار بیایم. در حال حاضر، تنها چیزی که احساس می کنم آرامش است.»
از سوی دیگر، آماندا اسلون موری از آی‌جی‌ان به این فصل نقدی ملایم داد و گفت: «پس شاید این فصل خنده‌دارترین جوک‌ها یا تازه‌ترین مواد برای کار با آن‌ها را نداشته باشد. در کل، این فصل نیست که در آن برجسته شود. ذهن ما به عنوان یکی از بهترین فصل‌های سریال چگونه با مادرتان آشنا شدم است؛ بسیاری از ما مشتاقیم که رابین و بارنی را فراموش کنیم، دان، مجری همکار رابین، از یک مرد بامزه به یک مرد ساده خسته کننده تبدیل شد و در نهایت کنار گذاشته شد. گام‌های مهمی در حرفه یا زندگی عاشقانه‌شان برداشته‌اند. با این حال، در پایان روز، چند اتفاق ساده، احتمالات وسوسه‌انگیز را برای فصل آینده نشان می‌دهد: تد اکنون صاحب یک خانه است، در حالی که مارشال و لیلی تصمیم به بارداری گرفته‌اند. گروه دوباره دور هم جمع شده‌اند، بدون محدودیت در داخل یا خارج از دایره درونی، و ما خوشحالیم که به این شکل است.»